# 圣殿关

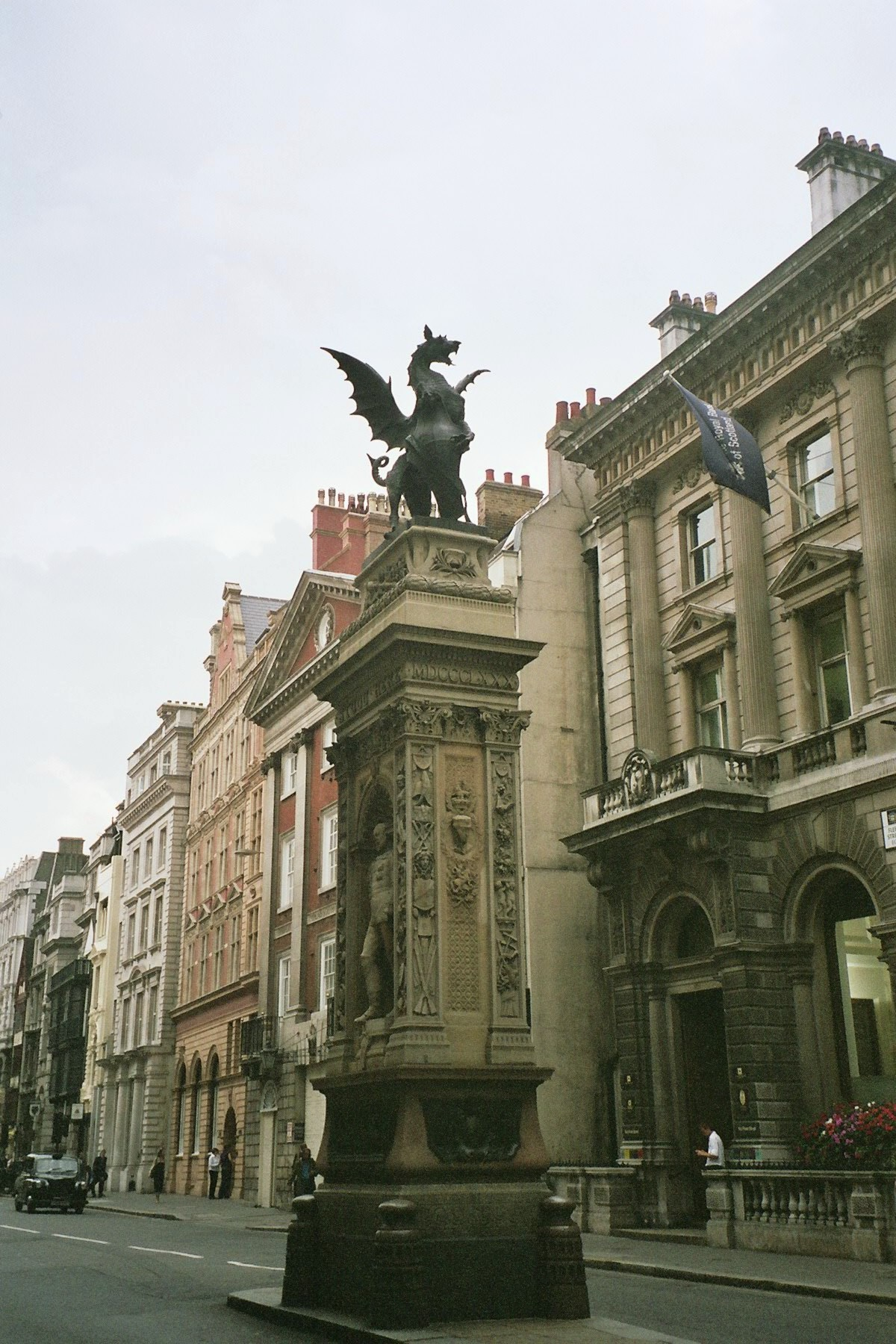
从皇家高等法院看圣殿关

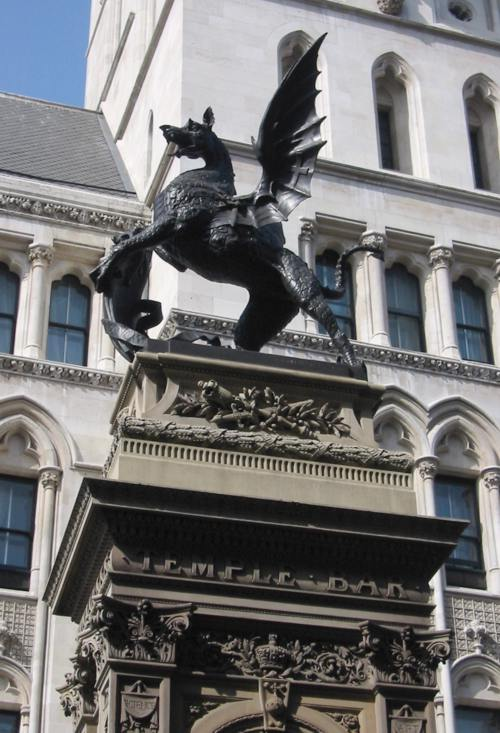
从舰队街南面看圣殿关

圣殿关介于伦敦和西敏之间，其东是伦敦弗利特街，其西是西敏河岸街。在1878年之前，这里矗立着克里斯托夫·雷恩设计的石制门坊，即圣殿闩。

## 圣殿关
中世纪，伦敦的辖域已经越出了老城的范围，城外出现了好几处伦敦自治领地（Liberties of London）。为了管理进城贸易，当局在与城门有相当距离的几个主要路口设置了关卡。因为地处商业中心伦敦和政治中心西敏之间，圣殿关成为其中最有名的一个。它和舰队街以南的圣殿区（中文音译坦普尔区）一样，都得名于附近的圣殿教堂。教堂原来为圣殿骑士团所有，如今属于中殿和内殿两个律师学院。
按照礼仪，君主在入城前会在圣殿关外稍作驻跸，以接受倫敦市市长献上的象征城市忠诚的珠剑（Sword of State）。文学艺术家们特别喜欢从这幕场景之中取材，而今，这个仪式又受到了电视的青睐和追捧。但是，仍然有很多人不明其义，以为君主入城要得到市长的许可。
今天，在圣殿关和其他的重要入口处，人们可以看到立在方碑上的翼龙在继续看守伦敦的门户。

## 圣殿闩

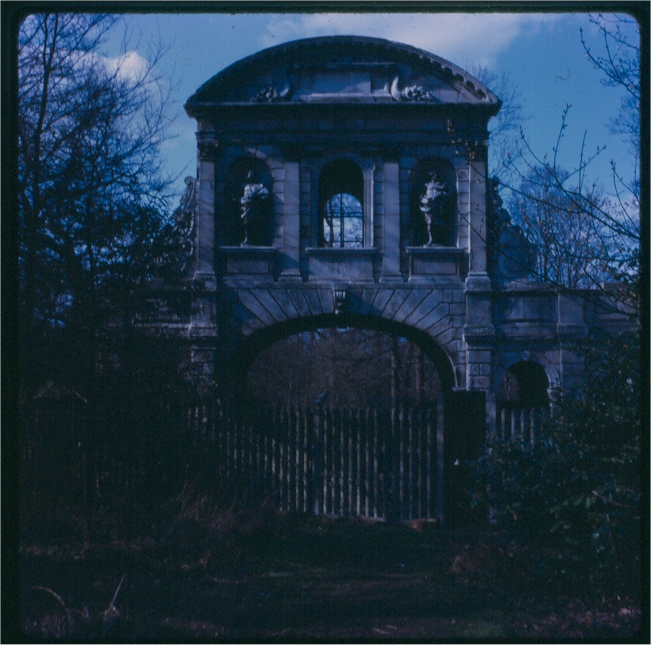
1968年，位于西奥波兹府的圣殿闩。

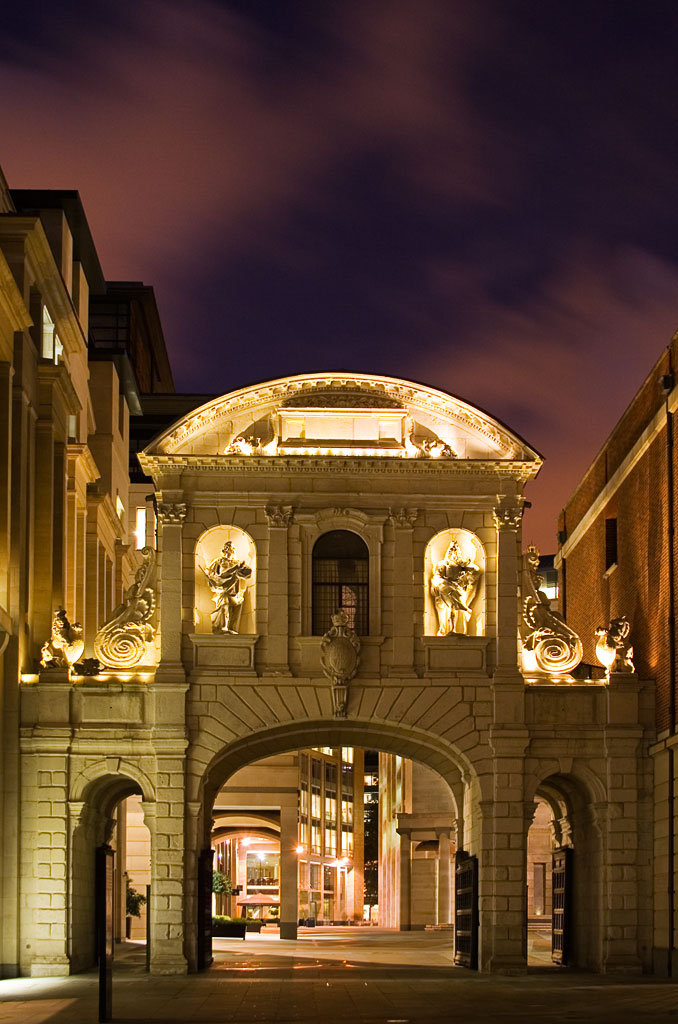
今日圣殿闩，闩内即伦敦证交所，闩外是圣保罗教堂。

最早的圣殿关大概就是一个简单的收费站。直到1293年，它才具有某种城门的形式。此后又毁于1381年爆发的农民起义（Peasants' Revolt）。
中世纪晚期的圣殿关是一座木制拱形门楼，楼上设有拘留所。它没有被1666年的伦敦大火焚毁。然而，在查理二世的授意下，伦敦市政当局还是决定拆除和重建圣殿关。克里斯托夫·雷恩为此设计了一座精美的拱形砵兰石（Portland stone）门坊，并于1669年到1672年间建成。18世纪，叛国者会在门坊上悬首示众。
在伦敦的八座城门中，有七座（鲁德门（Ludgate）、新门（Newgate）、奥尔德斯门（参事门，Aldersgate）、跛子门（Cripplegate）、高沼门（Moorgate）、主教门（Bishopsgate）和无税门（Aldgate））于1760年代被拆除。不在伦敦城门之列的圣殿闩，继续在繁忙的道路上执守。1874年，圣殿闩拱顶石（keystone）坠落。这座历史意味深长的建筑，已经成为道路的主要障碍。1878年，伦敦市法团终于决定拆除圣殿闩。11天里，它一点一点地消失在人们的视野中。拆卸下来的2700块石件，都得到了妥善的保存。
1880年，啤酒商人亨利·缪克斯爵士（Henry Meux）在妻子瓦莱莉·苏珊·缪克斯（Valerie Susan Meux）的软磨硬缠下，出面收购了这批石件。瓦莱莉婚前是一位女招待，两人的结合闹出过不少绯闻。他们把它竖为西奥波兹府（Theobalds House）的大门，就在伦敦恩菲尔德和赫特福德切森特之间。
圣殿闩就在这块林地上寂寞地待着。1984年，圣殿闩基金会（Temple Bar Trust）以1英镑的象征性价格，从缪克斯基金会（Meux Trust）手中赎回了圣殿闩。2003年，圣殿闩又一次被拆解，人们把它小心安放在500只运输托盘上。一百多年后，圣殿闩终于踏上了回家的路。2004年末，圣殿闩旧貌换新颜，在主祷文广场上安了新家。如今，它是伦敦证券交易所和圣保罗大教堂之间的主要通道。

## 相关小说
在镜像伦敦（unLondon）题材的童书《石头心》（Stoneheart）中，查理·弗莱彻（Charlie Fletcher）让伫立在圣殿关方碑上的翼龙活了过来。
在《双城记》的第1部第3章中，查尔斯·狄更斯提到了圣殿闩，说它就在台尔森银行（Tellson's Bank）的附近。位于弗利特街1号的恰尔德银行（Child & Co），曾经使用圣殿闩二楼作为储藏室，可能是台尔森银行的原型。在这部小说中，狄更斯批评18世纪晚期的道德沦丧。他写道，伦敦充斥着罪与罚，“死刑在各行各业都是一种时髦的窍门”；他描写挂在圣殿闩上的首级给人们心灵带来的震撼，说“这种做法之麻木、野蛮和凶狠，可以跟阿比西尼亚和阿散蒂媲美。”
在赫尔曼·麦尔维尔的短篇小说《单身汉的天堂和少女的地狱》（The Paradise of Bachelors and the Tartarus of Maids）中，他用圣殿闩的优美和典雅，来对照造纸厂内地狱一般的黑暗。麦尔维尔称圣殿闩是一道“但丁之门”。因为，但丁在《神曲·地狱》篇中提到，有这么一扇通向地狱的门，门上刻着铭文：入此门者，莫怀希望！